# 秘密通道
秘密通道，通常也稱為隱藏通道或秘密隧道，是用於秘密移動，逃生或人員和貨物移動的隱藏通道。此種通道有時能夠通往建築物中的秘密房間。 其他同類通道則允許居住者在不被看見的情況下進出建築物。國家元首，富人，罪犯和廢奴主義者等人士也經常在他們的城堡或房屋等建築物中建造秘密通道和秘密房間。這些通道也有讓被圍困者得以逃脫攻擊者包圍的功能，著名的例子如教宗亞歷山大六世、教宗克萊孟七世及瑪麗·安東妮等人。秘密通道和秘密隧道也常被罪犯、軍隊(如越戰中的越共)以及政治組織用來運送貨品或人員，或隱匿他們的行蹤。

## 外觀及建造
秘密通道通常具有隱藏的秘密入口。它們經常看起來與牆無異，或者像是建築的一部分，例如壁爐、內置滑動書櫃等等。有些被精心隱藏的入口更只能透過特定的機制才能打開。其他的隱藏入口則較為簡易，如隱藏在地毯下的暗門。
部分建築物在原始計劃中即建有秘密區域，例如中世紀城堡中的秘密通道。這些秘密通道旨在使居民逃離敵人的包圍。其他城堡的秘密通道則通向地下水源，可確保人們在長期圍城期間得以用水無虞。
傳統的阿拉伯房屋有時會建有名為"Bab irr"的構造：這是一扇用內置在牆壁上的秘密出口，多半用窗台或書櫃隱藏。這個名字來自穿過亞丁（現為葉門）古城牆的六扇門之一，此門僅於國家面臨緊急情況時才會打開。在西班牙本克倫西亞的阿拉伯堡壘中，則有一個被稱為“叛國門”的Bab al-Sirr。
有些秘密通道則是增建的構造，特別是秘密隧道。它們通常是被建來充當監獄或戰俘營的逃生路線，也被稱為逃生隧道。這些秘密隧道多半具有隱藏的開口或門，並且還可能包含一些用來障眼的設施，例如假牆。有些隧道則用於特殊用途，例如走私槍支，非法毒品或其他違禁品的走私隧道。

## 歷史
在歷史上有許多關於秘密通道和房間的運用

### 遠古時代 – 西元 1000年
埃及金字塔的建造者使用秘密通道和詭雷來保護墓室免遭盜墓者的侵害。有些通往墓室的秘密門則被藏在雕像後面。
在公元2世紀，受到羅馬當局迫害的早期基督徒就使用隱藏的房間來隱匿聚會場所以利進行禮拜。

### 西元 1000–1600 年

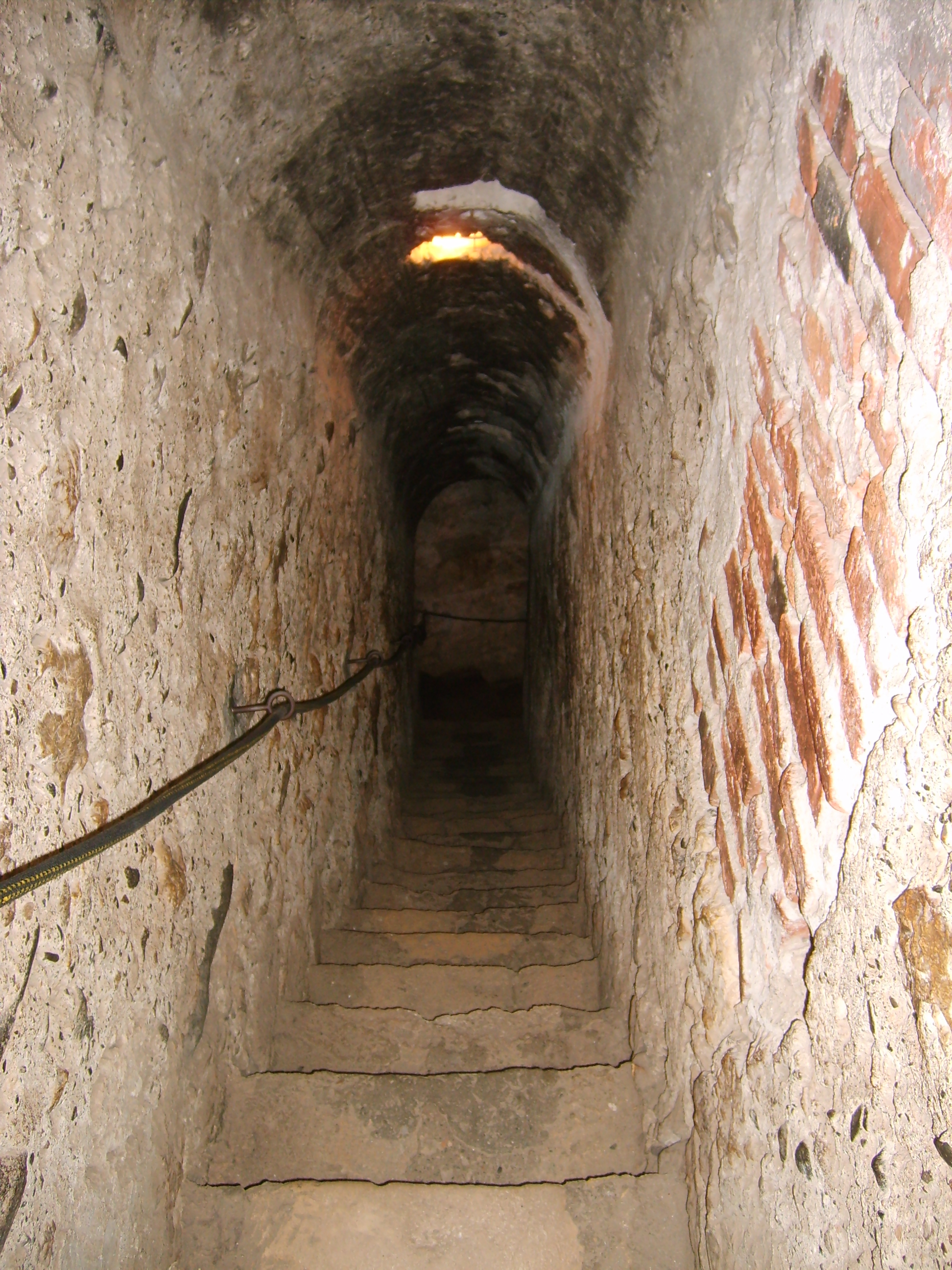
羅馬尼亞在14世紀的堡壘布蘭城堡的秘密通道。

1330年，羅傑·莫蒂默，第一代馬奇伯爵在政變中監禁了英格蘭國王愛德華二世。部分愛德華二世的武裝支持者利用秘密通道襲擊了位於諾丁漢城堡，受到數百名士兵保護的莫蒂默。攻擊者進入了一條長長而曲折的秘密通道，該通道直接通向女王居住的建築物。城堡內的一名內應開啟了秘密門，這使襲擊者得以逮捕莫蒂默。
Passetto是連接梵蒂岡和聖天使城堡的通道。當查理八世在1494年入侵梵蒂岡時，教宗亞歷山大六世便是利用此通道離開，而教宗克萊孟七世則在1527年的羅馬之劫中利用它逃到了安全地帶。
英國的天主教神父從女王伊麗莎白一世統治開始，就使用稱為“神父洞”的隱藏房間逃避新教徒的迫害。

### 西元 1600–1900 年
在1730年代和1740年代，一條連接 The Olde Bell與附近萊伊村內美人魚旅館的秘密隧道被霍克赫斯特幫用來走私。
1789年，在法國大革命爆發之初，在巴黎遊行的憤怒的示威者衝進了巴士底監獄。革命蔓延到了小城鎮後，城鎮中的稅務局亦因此遭到攻擊。在法國鄉村，那裡的農民攻擊了居住在莊園和城堡中的富裕貴族。許多法國皇室貴族逃往奧地利、俄羅斯或英國。十月，約七千名示威者遊行前往凡爾賽宮。儘管暴民設法克服了宮殿的防禦並殺死了瑪麗·安東妮的保鏢，但她卻利用秘密通道逃離了宮殿。
米哈伊洛夫宮是為保護俄國沙皇保羅一世免遭刺客而建造的城堡。這座城堡於1800年完工，其保護性特徵包括圍繞四面的大牆和渠道（河流和運河），夜間升起的釣橋和俯瞰釣橋的砲台。沙皇在臥室外的走廊上還建有一條秘密通道，以便在襲擊者設法越過城堡的防禦裝置時使他能夠逃脫。但是，他從未使用過秘密通道。在城堡定居四十天後，一群密謀者在他的臥室殺害了他。
在日本的戊辰戰爭（1868–1869年）期間，天皇的軍隊在會津盆地襲擊了征夷大將軍。部分自稱為白虎隊的追隨者便是從秘密通道逃離帝國天皇的軍隊。當年輕的戰士們從通道中出來時，他們將烈火中的武士宅邸誤認為城堡。年輕的戰士們誤信這座城堡已經落入了天皇軍隊的手中，於是他們選擇大規模切腹自殺，而非面對失敗的恥辱。
19世紀，第五代波特蘭公爵在他位於維爾貝克修道院的莊園內建立了一個隧道網絡，這樣他就可以隱密地進出該處。
H·H·福爾摩斯（1861-1896）是美國連環殺手，他在他為1893年世界博覽會所開設的芝加哥酒店中困住客人，並對其進行折磨和謀殺。該酒店是由包括本傑明·皮茨等多位設計師和承包商所設計。福爾摩斯在該酒店中的隱藏隔音室折磨受害者。

### 西元 1900年–現今
位於美國伊利諾伊州芝加哥市的Regal Knickerbocker酒店是一間擁有350間客房的豪華酒店，建於1920年代，即美國禁酒令時期。當酒店於1980年進行改建時，工作人員在其中一個頂層宴會廳中發現了一個秘密門，這扇門通往通往地面的樓梯。這可能被用來幫助從事非法賭博或飲酒的人在警察突襲時逃脫。
在美國禁酒令時期，通常在專門為非法走私活動設計的看似合法企業的上方，下方或下方隱藏著被稱為“地下酒吧”的非法酒吧。在伊利諾伊州迪凱特市，貝爾珠寶店的三樓在1920年代和1930年代容納了一家地下酒吧，一個賭窩和一個妓院。顧客從街道進入樓梯，進入一家充當“前線”的體育用品商店。當顧客推開牆上被塵封的體育用品架所掩蓋的秘密門板後，他們將看見地下酒吧和妓院的入口。
在1928年的紐約，傑克·克萊恩德勒和查理·伯恩斯購買了一個前身為妓院的建築，並將其改裝為“ 21 俱樂部”的酒吧和餐廳。 1930年，當這個地方變成了一個地下酒吧時，他們僱用了建築師弗蘭克·布坎南設計一個秘密的門來隱藏酒窖中的白酒。為了躲過禁酒局的追查，布坎南設計了看起來像是混凝土牆的門。該門重達兩噸半，由巨大的精密鉸鏈支撐，並面對混凝土板。只有將18英寸長的金屬絲插入混凝土牆中的多個裂縫之一才能打開秘密門。
第二次世界大戰期間，被俘虜在科爾迪茨城堡的英國皇家空軍軍官在其中一所戰俘大樓的閣樓上建造了一堵假牆，以隱蔽他們建造逃脫用滑翔機的車間。
游擊戰中的戰鬥人員利用隧道和秘密通道攻擊敵人、運送武器和補給品，並躲避被俘虜的命運。在1968年至1969年越南戰爭的新春攻勢中，越共游擊隊多次使用糾支地道，他們將這些不宜居住但堅固的隧道作為自己的家，並利用它們運送物資。隧道包含寢室，廚房，教室，水井和醫療設施。為了維持氧氣的流動，越共巧妙地將通風口偽裝成看似天然的物體，例如白蟻丘。但是，由於這些隧道離家很遠，使得越共因此遭受許多挑戰，例如疾病和有毒的昆蟲或動物等。 B-52轟炸機進行的大規模空中轟炸對越共引響甚鉅，轟炸使得部分隧道塌陷。儘管如此，隧道幾乎可以承受美軍向其投擲的所有東西。